# コスメ・デ・アクニャ

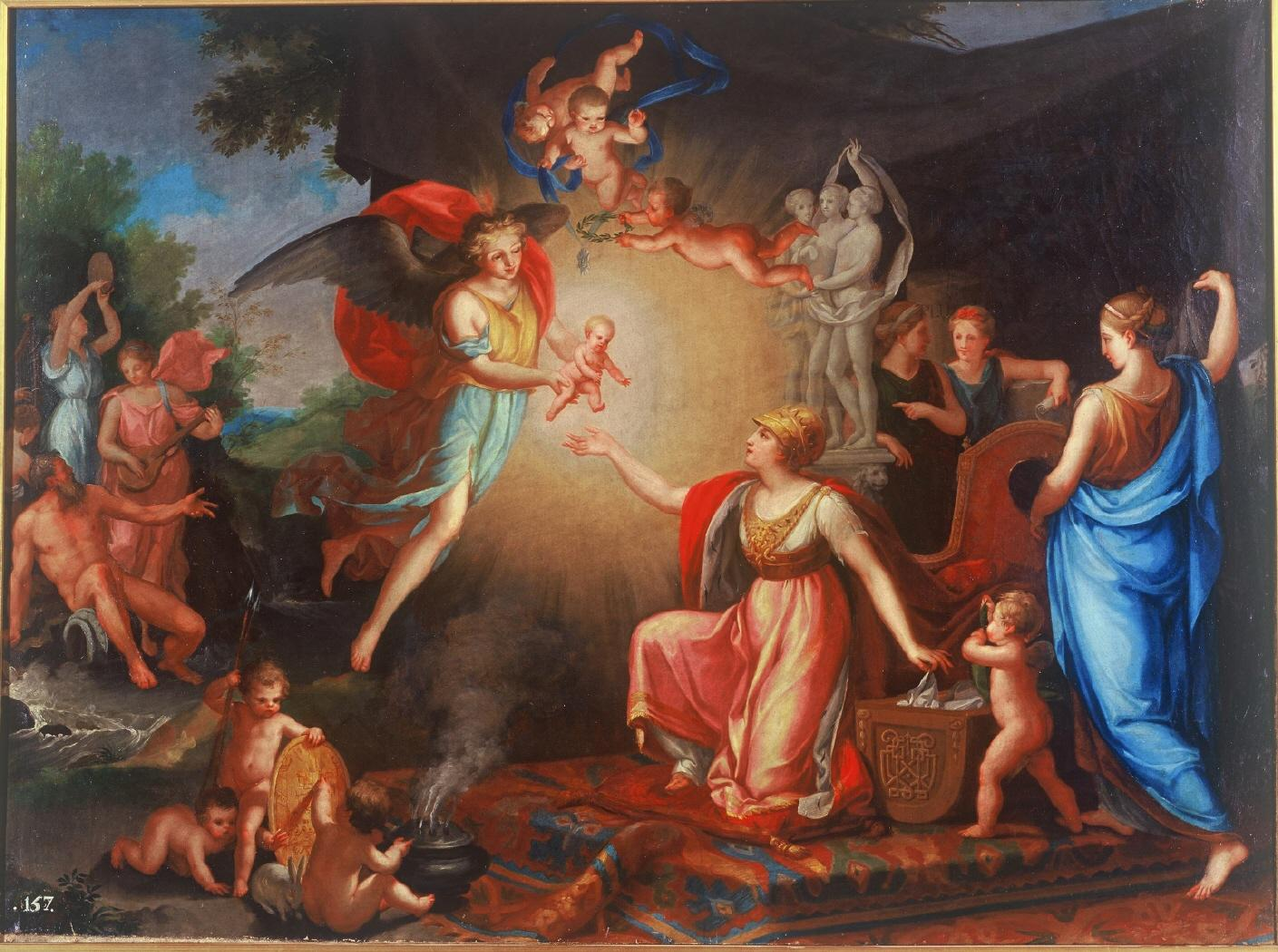
コスメ・デ・アクニャ作「カルロス4世の息子Carles Domènec Eusebi de Borbó(1780-1783)誕生の寓意画)」(1781)

コスメ・デ・アクニャ（Cosme de Acuña y Troncoso、1758年か1760年の生まれ、1814年以降に没）はスペインの画家である。メキシコシティの美術学校、アカデミア・デ・サン・カルロスで教授を務め、後にマドリードの王立サン・フェルナンド美術アカデミーでも役員を務めた。

## 略歴
スペイン北部のア・コルーニャで生まれた。マドリードの王立サン・フェルナンド美術アカデミーで学び、1781年にコンクールで賞を得た。同時期の学生にザカリアス・ゴンサレス・ベラスケス(1763-1834)がいる。1785年に王立サン・フェルナンド美術アカデミーの会員に選ばれ、宮廷ではたらいた。
スペイン領のヌエバ・エスパーニャに1783年にスペイン王の勅許を得た美術学校、アカデミア・デ・サン・カルロスに、絵画部門の教授として、ヒネス・アンドレス・デ・アギレ(Ginés Andrés de Aguirre:1727-1800)らとともに1786年に派遣された。スペインから派遣された教師たちはアカデミア・デ・サン・カルロスの創設を主導して初代校長になった ヘロニモ・アントニオ・ヒル(Jerónimo Antonio Gil)の専制的な学校運営とメキシコでの厳しい環境に悩まされることになった。ヒネス・アンドレス・デ・アギレは着任後すぐにスペインに帰国した。彫刻部門の教授として派遣された、ホセ・アリアス(José Arias: 1743-1788)は1788年に精神疾患に陥り、デ・アクニャの家族が看病したが、アリアスは修道院に送られそこで亡くなった
。デ・アクニャは1790年に国王にスペイン帰国の許可を求める強硬な手紙を書いて1791年に帰国が許された。
メキシコに赴任していた間、多くの肖像画を描き、教会の装飾画も描き、ホセ・マリア・バスケス(José María Vázquez:c.1765-1826)らのメキシコの画家を教えた。
1791年にマドリッドに戻ると、ボリビアなどに送られる宗教画を描き、メキシコから奨学金を得てスペインで学ぶ学生たちを教えた。このころ王立サン・フェルナンド美術アカデミーの校長になったフランシスコ・デ・ゴヤのもとでアカデミーの管理的役職を務めた。
1806年にアカデミーの理事会で、マリアーノ・サルバドール・マエラと喧嘩になり暴力をふるい、国王から国外追放にされ、宰相のマヌエル・デ・ゴドイにとりなしの手紙を送るが許されず、ローマからトルコに向かったとされる。1914年に妻から国王に援助を求める手紙が届いたとされるがその後は不明である。